# Virsbosjön
Virsbosjön är en sjö i Surahammars kommun i Västmanland och ingår i Norrströms huvudavrinningsområde. Sjön har en area på 4,04 kvadratkilometer och ligger 73 meter över havet.
Virsbosjön är en bad- och fiskesjö och det finns gott om bad- och fiskeplatser. Sjön är rik på fisk. Sjön är en del av Kolbäcksån och Strömsholms kanal.

## Delavrinningsområde
Virsbosjön ingår i delavrinningsområde (663841-151351) som SMHI kallar för Utloppet av Virsbosjön. Medelhöjden är 99 meter över havet och ytan är 67,37 kvadratkilometer. Räknas de 133 avrinningsområdena uppströms in blir den ackumulerade arean 2 768,87 kvadratkilometer. Kolbäcksån som avvattnar avrinningsområdet har biflödesordning 3, vilket innebär att vattnet flödar genom totalt 3 vattendrag innan det når havet efter 182 kilometer. Avrinningsområdet består mestadels av skog (76 procent). Avrinningsområdet har 5 kvadratkilometer vattenytor vilket ger det en sjöprocent på 7,4 procent. Bebyggelsen i området täcker en yta av 1,44 kvadratkilometer eller 2 procent av avrinningsområdet.